# Ma-Ma-Ma Belle
Singles de Electric Light Orchestra
Showdown
(1973) Can't Get It Out of My Head
(1974)
Pistes de On the Third Day
Daybreaker Dreaming of 4000
Ma-Ma-Ma Belle est une chanson d'Electric Light Orchestra, parue en 1973 sur l'album On the Third Day. Elle est également parue en single l'année suivante, avec en face B Daybreaker aux États-Unis et Oh No Not Susan au Royaume-Uni.

## Accueil
Ce single se classa 22e au Royaume-Uni ; aux États-Unis, Daybreaker fut plus diffusée que Ma-Ma-Ma Belle et se classa 87e.